# التنجر
التنجر رسميًّا مملكة التنجر ، كانت مملكة عربية إسلامية قديمة أسست  في السودان الحالية بعام 1140 ميلاديًا.

## الازدهار
كانت المملكة صغيرة في البداية، لكنها سرعان ما توسعت في جميع أنحاء الصحراء الكبرى في القرن الثالث عشر، وأصبحت مملكة التنجر قوة إقليمية مهمة. كانت مملكة التنجر مركزًا للتجارة والتعلم، وكانت تتمتع بعلاقات تجارية قوية مع العديد من الدول الأخرى في زمانها، وكانت عاصمتها مدينة أروى مركزًا ثقافيًا مهمًا، وكانت موطنًا للعديد من العلماء والفنانين، بالإضافة إلى المجموعات العرقية المختلفة، والتي منها العرب والسودانيون والنوبيون.

## الزوال
في القرن الخامس عشر، بدأت مملكة التنجر في التراجع ولم تعد قوة إقليمية. كان أحد الأسباب الرئيسية للتراجع هو الصراع الداخلي، كان هناك نزاع بين الفصائل المختلفة في المملكة، مما أضعف قوتها. لكن استمرت المملكة في الوجود حتى القرن السادس عشر، عندما غزتها سلطنة دارفور وضمتها إلى أراضيها عام 1504.